# Nepal en los Juegos Olímpicos de París 2024
Nepal estuvo representado en los Juegos Olímpicos de París 2024 por siete deportistas, cuatro mujeres y tres hombres, que compitieron en seis deportes.
Los portadores de la bandera en la ceremonia de apertura fueron el jugador de tenis de mesa Santu Shrestha y la judoka Manita Shrestha Pradhan. El equipo olímpico nepalí no obtuvo ninguna medalla en estos Juegos.